# دورنیه دو ۱۱
دورنیه دو ۱۱ (به انگلیسی: Dornier_Do_11) یک هواگرد از نوع بمب‌افکن متوسط ساخت شرکت دورنیه فلوکتسایک‌ورک در آلمان است. هواگرد دورنیه دو ۱۱ نخستین پروازش را در ۷ مه ۱۹۳۲ میلادی انجام داد. این هواگرد در سال 1932 میلادی رسماً معرفی گردید. در مجموع، تعداد ۳۷۲ فروند از این هواگرد ساخته شده‌است.